# 扯𢃇排
扯排（曾稱Knob Reef）是香港的一個島嶼，位於崩紗排（Flat Reef，崩紗即蝴蝶之意）以東，赤門以內，地區行政上屬於大埔區。「𢃇」即是「帆」，粵語有「看風駛𢃇」和「有風駛盡𢃇」等說法。「帆」的粵音跟「煩」相同，亦跟「翻」相似。水上人忌諱，所以稱「帆」為「利」，後來為了書寫便創造了「𢃇」字。因為「𢃇」是粵語字，所以該島名在電腦系統內又寫作「扯悝排」或「扯里排」。
扯𢃇排上並沒有居民居住，只建有一座導航燈。